# 55 del Cranc c
55 del Cranc c (55 Cancri c), també anomenat Brahe, Rho Cancri c o HD 75732 c, és un planeta extrasolar que orbital al voltant de l'estrella nana groga 55 Cancri. Està situat a la constel·lació de Càncer, a estimadament 40,9 anys llum de distància a la Terra. Forma part d'un sistema planetari, amb cinc planetes detectats fins ara.

## Descobriment

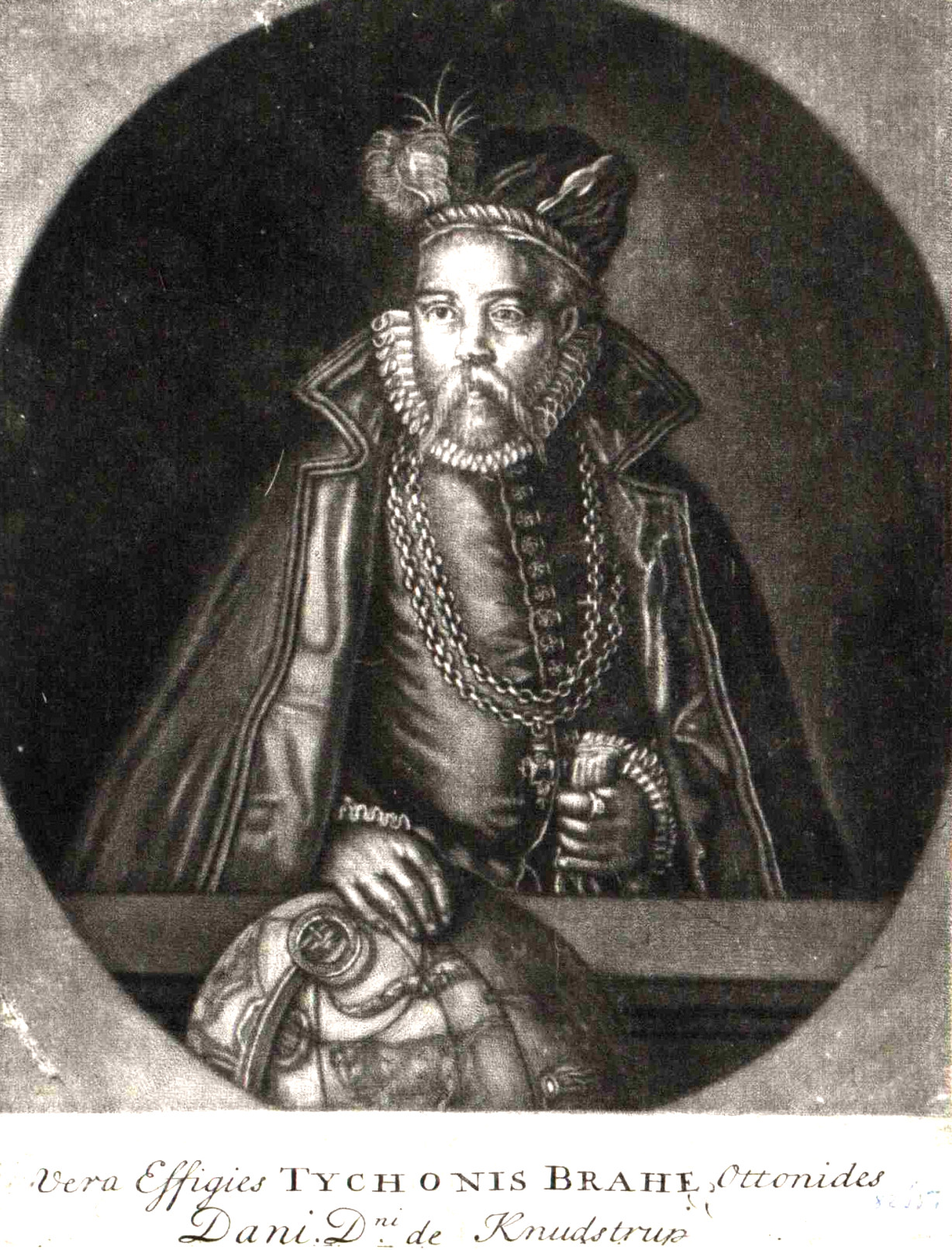
Tycho Brahe.

Aquest planeta extrasolar, va ser descobert el 13 de juny de 2002, per un equip d'astrònoms, encapçalat per Geoffrey Marcy, a Califòrnia, Estats Units. La tècnica emprada per descobrir aquest cos, va ser la velocitat radial, que consisteix a mesurar la influència gravitacional del planeta en qüestió en el seu estel, cosa que també fa que es pugui saber la seva massa mínima. En descobrir-se aquest planeta, només se n'havia descobert un altre en aquest sistema, 55 Cancri b. A partir d'aquí, se'n van descobrir tres més en aquest sistema, i no es descarta la possibilitat de trobar-ne més.
Fou anomenat Brahe per la Unió Astronòmica Internacional a proposta de la Koninklijke Nederlandse Vereniging voor Weer- en Sterrenkunde (Reial Associació Neerlandesa de Meteorologia i Astronomia). Fa honor a l'astrònom danès Tycho Brahe (1546-1601), les quals precises observacions de Mart permeteren descobrir les tres lleis de Kepler que descriuen els moviments dels planetes.

## Característiques
Rho Cancri c, té una massa similar a la de Saturn, que, aproximadament, serien 0,169 masses jovianes, o, cosa que és el mateix, 53,68 masses terrestres. A més a més, a causa de la seva gran massa, és molt probable que la seva superfície no sigui sòlida, sinó, gasosa. Algunes observacions indiquen que aquest llunyà món té una petita excentricitat que fa que el seu Àpside varii, és a dir, una diferència d'un 19% en la seva màxima aproximació i distanciació cada vegada que recorre la seva òrbita. Aquest planeta extrasolar està situat a 0,24 ua, que serien aproximadament 36 milions de quilòmetres. Si comparem l'òrbita de Mercuri amb la de HD 75732 c, veurem que aquest últim està 13 milions de quilòmetres més a prop del seu estel que Mercuri del Sol.

## Sistema coplanari
Observacions del gran telescopi espacial Hubble, indiquen que el planeta tindria 53° d'inclinació respecte al pla del cel, a més a més, aquesta observació s'ha realitzat amb tots els planetes d'aquest sistema, cosa que, si es confirmés, donaria lloc a un sistema coplanari, és a dir, un sistema on tots els seus planetes tinguin la mateixa inclinació. Segons aquestes observacions, la massa real d'aquest planeta serien 0,21 masses jovianes.

## Sistema planetari 55 Cancri
| Planeta                        | Massa (MJ)    | semieix major (ua) | Període orbital (d) | Excentricitat |
|                                |               |                    |                     |               |
| 55 Cnc e                       | 0,027         | 0,016              | 0,74                | 0,17 ± 0,04   |
| 55 Cnc b                       | ≥ 0,83        | 0,11               | 14,65               | 0,010 ± 0,003 |
| 55 Cnc c                       | ≥ 0,17        | 0,24               | 44,36               | 0,005 ± 0,003 |
| 55 Cnc f                       | ≥ 0,16        | 0,78               | 259,8 ± 0,5         | 0,30 ± 0,05   |
| 55 Cnc d                       | ≥ 3,82 ± 0,04 | 5,74 ± 0,04        | 5 169 ± 53          | 0,014 ± 0,009 |
|                                |               |                    |                     |               |
| Sistema planetari de 55 Cancri |               |                    |                     |               |